# Thessaly Zimmerman
Thessaly Charissa Zimmerman (sinh ngày 12 tháng 9 năm 1994) là một người mẫu và người đẹp người Aruba người đã đăng quang cuộc thi Hoa hậu Aruba 2021. Cô sẽ đại diện cho Aruba tại cuộc thi Hoa hậu Hoàn vũ 2021 ở Eilat, Israel.

## Tiểu sử
Zimmerman sinh ra và sống ở Oranjestad, Aruba. Cô theo học trường Cao đẳng Aruba ở Oranjestad và theo học Đại học Khoa học Ứng dụng Utrecht ở Utrecht, nơi cô lấy bằng cử nhân truyền thông quốc tế và nghiên cứu truyền thông.
Zimmerman học tiếp thị và quản lý âm nhạc tại trường đại học.

## Các cuộc thi sắc đẹp

### Hoa hậu Teen Aruba International 2012
Zimmerman bắt đầu sự nghiệp thi hoa hậu tại Hoa hậu Teen Aruba International 2012 và giành được danh hiệu này.

### Hoa hậu Teen Americas 2013
Vào tháng 7 năm 2013, Zimmerman đại diện cho Aruba tại Hoa hậu Teen Americas 2013 ở El Salvador. Cô ấy đã Á hậu 1 cho Fulvia Villarreal của Panama.

### Hoa hậu Amsterdam 2016
Vào ngày 30 tháng 10 năm 2016, Zimmerman đã tham gia cuộc thi Hoa hậu Amsterdam 2016 tại Stadsschouwburg of Amsterdam ở Amsterdam. Cô là Á hậu 1 cho Ireda Nijboer.

### Hoa hậu Aruba 2021
Vào ngày 30 tháng 7 năm 2021, Zimmerman tham gia cuộc thi Hoa hậu Aruba 2021, nơi cô giành được danh hiệu Hoa hậu Hoàn vũ Aruba 2021 và kế vị từ Helen Hernandez.

### Hoa hậu Hoàn vũ 2021
Với tư cách là Hoa hậu Aruba, Zimmerman đã đại diện cho Aruba tại cuộc thi Hoa hậu Hoàn vũ 2021 ở Eilat, Israel và lọt vào Top 10 chung cuộc.